# Клементина Танська-Гоффман
Клементина Танська-Гоффман (пол. Klementyna z Tańskich Hoffmanowa; 23 листопада 1798, м. Варшава, Королівство Пруссія — 21 вересня 1845, Пассі (нині — XVI округ Парижа), Франція) — польський прозаїк, перекладачка, дитячий письменник. Дружина відомого польського письменника та історика Кароля Гофмана. Перша у Польщі жінка, яка жила за рахунок власної педагогічної та літературної діяльності.

## Біографія

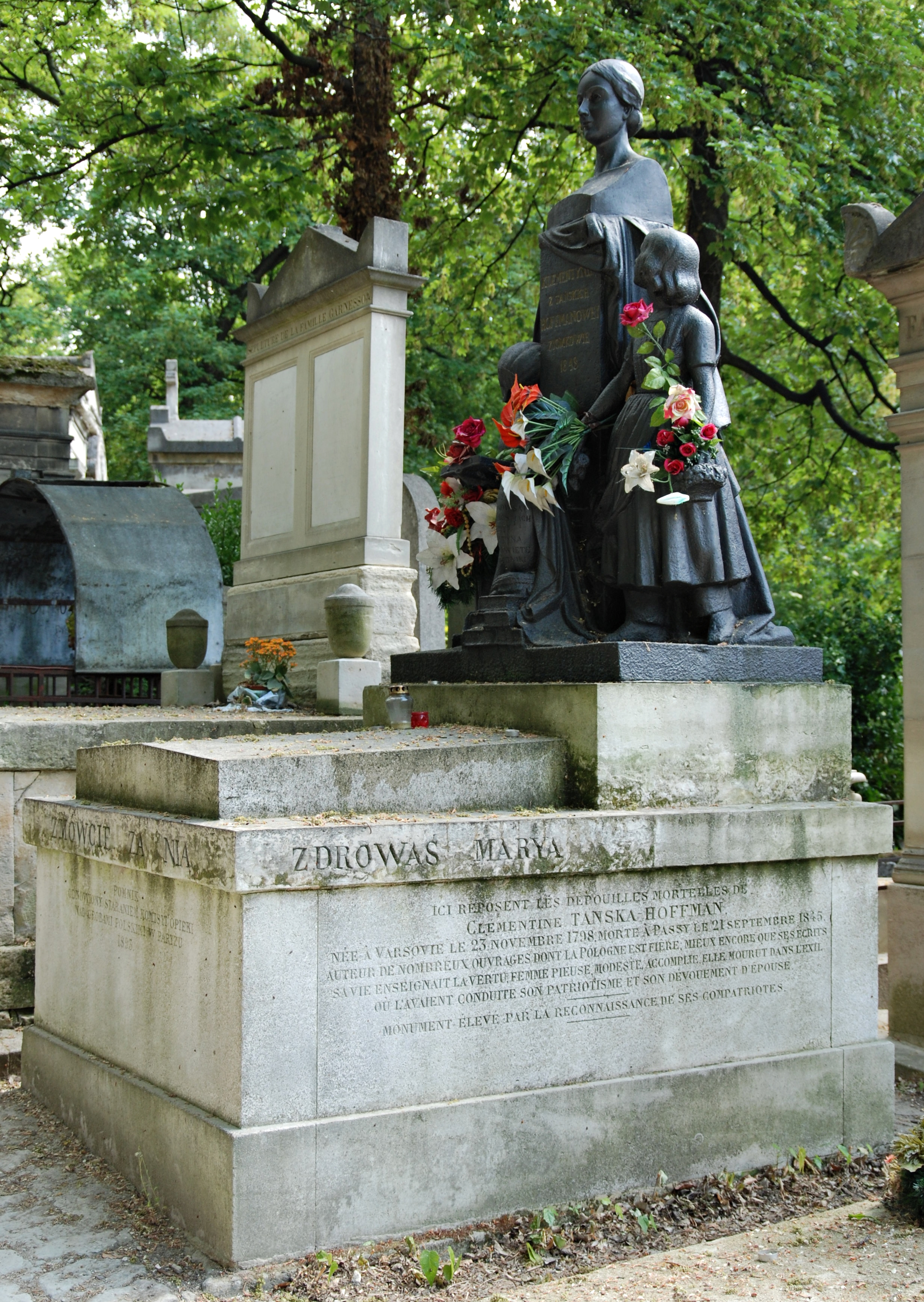
Гробівець К. Танської-Гоффман на цвинтарі Пер-Лашез в Парижі

Народилася 23 листопада 1798 року у Варшаві, в родині польського поета та письменника Іґнація Танського.
Від 1827 року відвідує всі жіночі наукові заклади у Варшаві, де на той час мешкала разом з матір’ю у флігелі Блакитного Палацу. У 1829 році одружилася з істориком Каролем Бартоломеем Гоффманом. Після придушення листопадового повстання переїхала з чоловіком до Дрездена, пізніше до Парижу.
Її називали «Матір'ю Великої польської еміграції».

## Творчість
Клементина Гоффман була засновницею першого польського журналу для дітей, що називався «Розваги для дітей». Цей журнал вказував, що у 1824—1828 роках на його сторінках публікувалися вірші, казки, оповідання для дітей, в основному патріотичного та виховного спрямування. Надрукувала там і дві традиційних повісті «Листи Ельжбети Жечицкєй» (1824 рік; останнє видання в «Бібліотеці Народовей» у 1927 році) i «Щоденник Францішки Красіньскєй» (1825 рік; останнє видання в «Бібліотеці Народовей» у 1929 році, наклад на іноземних мовах), що займають значне місце в історії польського роману. Пізніше Клементина Гоффман дописувала також до першого у Європі журналу для дітей, що мав здебільшого виховне спрямування, а меншою мірою — освітнє.
Крім того, вона була авторкою декількох книг для дітей і підлітків, як-от «Pamiątka po dobrej Matce przez młodą Polkę» (1819 рік), белетризований філософський трактат, написаний для дівчат-підлітків. У 1822—1824 роках, написала другу частину «Pamiątka po…» — «Амелія-мати». Цей твір не мав великого попиту серед 19-літніх польських дівчат і не справив значного впливу на формування ролі сучасної жінки у суспільстві. Протягом XIX століття, а також у міжвоєнний період фрагменти творів Клементини Гоффман включали до дитячих читанок і шкільних підручників.

## Творча спадщина
- Pamiątka po dobrej Matce przez młodą Polkę (1819);
- Wiązanie Helenki (1823);
- Amelia matką (1822—1824);
- Listy Elżbiety Rzeczyckiej do przyjaciółki Urszuli za panowania Augusta III pisane (1824);
- Dziennik Franciszki Krasińskiej (1825);
- Druga książeczka Helenki (1825);
- Powieści z Pisma świętego (1830) — біблійні історії (Старий Завіт);
- Rozrywki dla Dzieci (1832);
- Wybór pism (том I—X, 1833);
- Biografie znakomitych Polaków i Polek (1833);
- Karolina (1839);
- Nowe Rozrywki dla Dzieci (1839);
- Krystyna (1841);
- Jan Kochanowski w Czarnolesie (1845);
- Dziennik Franciszki Krasińskiej w ostatnich latach panowania Augusta III pisany;
- Listy brata do siostry o języku polskim;
- Pisma pośmiertne (1849);
- O powinnościach kobiet (1849);
- Pismo święte wybrane z ksiąg Starego i Nowego Zakonu objaśnione uwagami pobożnych uczonych i ofiarowane matkom i dzieciom przez Autorkę Pamiątki po dobrej matce (1851) — біблійні історії (вся Біблія);
- Pisma (том I—XI, 1857—1859);
- Dzieła, (том I—XII, в редакції Н. Жміховської, 1876);
- Wybór Dzieł (том I—IV, в редакції П. Хмельовського, 1898).

Збірка творів письменниці вийшла У Варшаві у 1875—1877 роках. Крім літературної творчості Клементина Танська займалася й перекладами.

## Вшанування пам'яті
У Львові від 1900 року існувала вулиця Клементини Танської, яку у 1946 році перейменовано на честь українського поета та перекладача античної літератури Степана Руданського.